# Karl Truschel
Karl Truschel (ur. 3 października 1894, zm. 2 maja 1947 w Hameln) – zbrodniarz nazistowski, SS-Unterscharführer, członek załogi niemieckiego obozu koncentracyjnego Neuengamme.
Członek SS od 1942. Służbę obozową rozpoczął w grudniu 1942 w obozie głównym Neuengamme. Od lipca 1944 był zastępcą komendanta podobozu Schandelah. Więźniowie nadali mu pseudonim "zabójca". Truschel mordował więźniów i jeńców radzieckich. Oprócz tego bił więźniów.
Po zakończeniu wojny Truschel został osądzony przez brytyjski Trybunał Wojskowy w procesie załogi Schandelah. 3 lutego 1947 skazany został na karę śmierci. Wyrok wykonano przez powieszenie w więzieniu Hameln w początkach maja 1947.